# Trutnovi járás

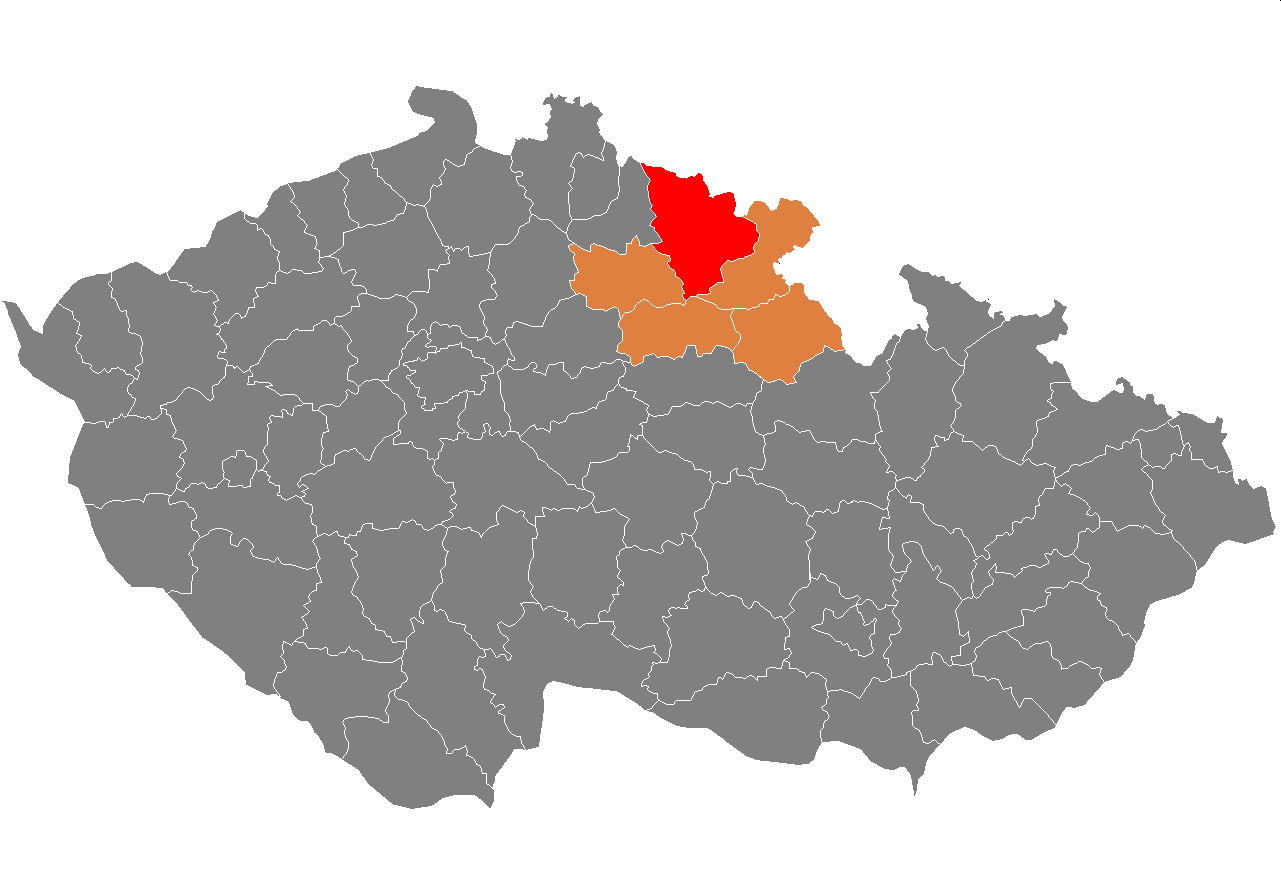
A Trutnovi járás

Trutnovi járás (csehül: Okres Trutnov) közigazgatási egység Csehország Hradec Králové-i kerületében. Székhelye Trutnov. Lakosainak száma 120 022 fő (2007). Területe 1146,78 km². Területén fekszik Csehország legmagasabb hegycsúcsa, a Sněžka.

## Városai, mezővárosai és községei
A városok félkövér, a mezővárosok dőlt, a községek álló betűkkel szerepelnek a felsorolásban.
Batňovice •
Bernartice •
Bílá Třemešná •
Bílé Poličany •
Borovnice •
Borovnička •
Čermná •
Černý Důl •
Chotěvice •
Choustníkovo Hradiště •
Chvaleč •
Dolní Branná •
Dolní Brusnice •
Dolní Dvůr •
Dolní Kalná •
Dolní Lánov •
Dolní Olešnice •
Doubravice •
Dubenec •
Dvůr Králové nad Labem •
Hajnice •
Havlovice •
Horní Brusnice •
Horní Kalná •
Horní Maršov •
Horní Olešnice •
Hostinné •
Hřibojedy •
Janské Lázně •
Jívka •
Klášterská Lhota •
Kocbeře •
Kohoutov •
Královec •
Kuks •
Kunčice nad Labem •
Lampertice •
Lánov •
Lanžov •
Libňatov •
Libotov •
Litíč •
Malá Úpa •
Malé Svatoňovice •
Maršov u Úpice •
Mladé Buky •
Mostek •
Nemojov •
Pec pod Sněžkou •
Pilníkov •
Prosečné •
Radvanice •
Rtyně v Podkrkonoší •
Rudník •
Špindlerův Mlýn •
Stanovice •
Staré Buky •
Strážné •
Suchovršice •
Svoboda nad Úpou •
Třebihošť •
Trotina •
Trutnov •
Úpice •
Velké Svatoňovice •
Velký Vřešťov •
Vilantice •
Vítězná •
Vlčice •
Vlčkovice v Podkrkonoší •
Vrchlabí •
Zábřezí-Řečice •
Žacléř •
Zdobín •
Zlatá Olešnice

## Fordítás
- Ez a szócikk részben vagy egészben  a   Trutnov District című angol Wikipédia-szócikk ezen változatának fordításán alapul.  Az eredeti cikk szerkesztőit annak laptörténete sorolja fel. Ez a jelzés csupán a megfogalmazás eredetét és a szerzői jogokat jelzi, nem szolgál a cikkben szereplő információk forrásmegjelöléseként.
- Ez a szócikk részben vagy egészben  az   Okres Trutnov című cseh Wikipédia-szócikk ezen változatának fordításán alapul.  Az eredeti cikk szerkesztőit annak laptörténete sorolja fel. Ez a jelzés csupán a megfogalmazás eredetét és a szerzői jogokat jelzi, nem szolgál a cikkben szereplő információk forrásmegjelöléseként.